# Indesitjables
"Indesitjables" (títol original en anglès "The Hunted") és l'onzè episodi de la tercera temporada de la sèrie de televisió de ciència-ficció estatunidenca Star Trek: La nova generació, i el 59è de tota la sèrie, que es va emetre originalment el 8 de gener de 1990, en redifusió als Estats Units. Fou dirigit per Cliff Bole amb guió de Robin Bernheim.
Ambientada al segle XXIV, la sèrie segueix les aventures de la tripulació de la nau de la Flota Estel·lar de la Federació Enterprise-D sota el comandament del capità Jean-Luc Picard. En aquest episodi, mentre Capità Picard (Patrick Stewart) i el seu personal es reuneixen amb els líders del planeta Angosia III que demanen ser membres de la Federació, es troben aprenent més del que s'esperava sobre els angosians quan s'ofereixen a ajudar a capturar un presoner fugitiu local.

## Argument
L' Enterprise està investigant el planeta Angosia III com a candidat per entrar a la Federació. Capità Picard (Patrick Stewart) és abordat pel primer ministre Nayrok (James Cromwell), que demana ajuda per detenir a Roga Danar (Jeff McCarthy), un condemnat que s'ha escapat en una nau de transport de la seva colònia presó a Lunar V. però finalment es troba en una càpsula d'escapament i és transportat a bord de l' Enterprise. Quan la seguretat intenta detenir-lo, ell contraataca; calen cinc oficials per sotmetre'l i empresonar-lo a la cel·la.
L'empàtica Conseller Troi (Marina Sirtis) llegeix poca agressivitat en Danar, trobant poc probable que pogués ser tan violent. La tripulació constata que, tot i ser pres, no té antecedents penals. Danar explica que va ser un dels molts soldats que van rebre millores biològiques i condicionament psicològic, augmentant molt les seves habilitats de combat; i més que intentar revertir el condicionament després de la guerra, el govern els va empresonar a tots. Nayrok li diu a Picard que es va trobar que els soldats no eren aptes per a la societat civilitzada en temps de pau i es van "reinstal·lar" a Lunar V. Declarant el tractament dels veterans un assumpte intern que no interessa a Picard, insisteix que Danar torni a la colònia.
Durant el trasllat de l' Enterprise a un transport de la policia angosiana, Danar aconsegueix fugir. Evadeix fàcilment la seguretat, paralitza l' Enterprise provocant una explosió en un dels tubs Jeffries, desactivant els seus sistemes de sensors. Amb l' Enterprise cega, Danar s'acosta a bord del transport de la policia. Prenent el control, ataca la colònia Lunar V i rescata alguns dels seus companys reclusos.
Nayrok demana ajuda a l' Enterprise. Picard baixa amb un equip visitant, però es nega a ajudar, qüestionant la moralitat de com han tractat els seus soldats. Enmig d'aquesta discussió, Danar i els seus rebels assalten l'edifici del govern. Nayrok demana a Picard que intervingui contra aquesta insurrecció. Picard decideix marxar, recordant a Nayrok que ell mateix va declarar que el problema era un assumpte intern. Li diu al govern angosià que els angosians han de decidir què fer amb els seus veterans i els convida a tornar a sol·licitar l'adhesió a la Federació quan la seva societat estigui preparada.

## Repartiment i doblatge al català
La sèrie va ser doblada al català pels estudis Tramontana (primera part) i Soundtrack (segona part) i emesa a TV3 l’any 1991. Els dobladors de l'episodi foren:
| Personatge             | Actor/actriu     | Veu en català    |
| ---------------------- | ---------------- | ---------------- |
| Jean-Luc Picard        | Patrick Stewart  | Joan Crosas      |
| William Riker          | Jonathan Frakes  | Antoni Forteza   |
| Data                   | Brent Spinner    | Joaquim Sota     |
| Geordi La Forge        | LeVar Burton     | Aleix Estadella  |
| Worf                   | Michael Dorn     | Enric Arquimbau  |
| Beverly Crusher        | Gates McFadden   | Aurora Garcia    |
| Deanna Troi            | Marina Sirtis    | Victòria Pagès   |
| Wesley Crusher         | Will Wheaton     | Roger Pera       |
| Roga Danar             | Jeff McCarthy    | Quim Roca        |
| Primer ministre Nayrok | James Cromwell   | Ernest Aura      |
| Zayner                 | J. Michael Flynn | Xavier Casan     |
| Miles O'Brien          | Colm Meaney      | Xavier Fernández |

## Llançaments
L'episodi es va publicar amb la caixa del DVD de la tercera temporada de Star Trek: La nova generació, llançat als Estats Units el 2 de juliol de 2002. Tenia 26 episodis de la temporada 3 en set discos, amb una pista d'àudio Dolby Digital 5.1. Va ser llançat en Blu-ray d'alta definició als Estats Units el 30 d'abril de 2013.
L'episodi va ser llançat al Japó a LaserDisc el 5 de juliol de 1996, al conjunt de mitja temporada Log. 5: Third Season Part.1 per CIC Video. Aquest incloïa episodis fins a "Una qüestió de perspectiva" en discos òptics de doble cara de 12 polzades. El vídeo estava en format NTSC amb pistes d'àudio tant en anglès com en japonès.

## Recepció
En una revisió del 2010, Zack Handlen va donar a l'episodi una nota A.
Keith R.A. DeCandido va donar a l'episodi una puntuació de 6 sobre 10 a tor.com. Va valorar -lo com un episodi lleugerament superior a la mitjana de Star Trek: La nova generació. Va considerar que era l'analogia menys subtil de la guerra del Vietnam, però que ofereix bona acció.
El 2016, Caroline Siede de Vox va valorar aquest com un dels 25 episodis essencials de tots els Star Trek ja que ofereix als nouvinguts una bona introducció a la franquícia de Star Trek.
El 2021, Stephanie Roehler va compilar una llista dels 20 millors episodis de Star Trek: La nova generació per a screenrant.com. "Indesitjables" va quedar al número 7.<ref>Stephanie Roehler: "The 20 Best Star Trek: TNG Episodes Of All Time" A: "screenrant.com", 29 d'octubre de 2021, consultat el 23 de desembre de 2021.</ref.